# Língua iorubá
Iorubá ou ioruba (èdè Yorùbá), por vezes referida como yorubá ou yoruba é um idioma da família linguística nígero-congolesa falado secularmente pelos iorubás em diversos países ao sul do Saara, principalmente na Nigéria e por minorias em Benim, Togo e Serra Leoa, dentro de um contínuo cultural-linguístico composto por 50 milhões de falantes. No continente americano, o iorubá é usado em ritos religiosos afro-brasileiros (onde é chamado de nagô) e afro-cubanos (onde é conhecido também por lucumí).

## Classificações linguísticas
O iorubá faz parte da subfamília linguística benue-congo, pertencente à família nígero-congolesa. No tocante à fonética, o iorubá é um idioma tonal, isto é, a frequência sonora na pronúncia das vogais serve de parâmetro para diferenciar dois fonemas. A ordem básica dos constituintes é Sujeito-Verbo-Objeto (SVO). Propriamente, a língua iorubá consiste em mais de quinze variedades que podem ser classificadas em cinco áreas dialetais principais: Noroeste, Nordeste, Central, Sudeste e Sudoeste.
1. Iorubá do Noroeste: Ebá, Ibadã, Ebadô/Ieuá, Oió, Ogum Ocidental, Lagos/Ecô.
2. Iorubá do Nordeste: Iaba, Ouê, Ijumu, Ouoro, Bede, Abunu.
3. Iorubá Central: Ibomina, Ijexá, Ifé, Equiti, Acurê, Ẹfọm.
4. Iorubá do Sudeste: Icalê, Ilajé, Ondô, Ouô, Idanrê, Acocô, Remo, Ijẹbu.
5. Iorubá do Sudoeste: Queto, Auori, Saquetê, Ifé (Togo), Idaxá, Ipoquia/Anagô.

## Origem e história

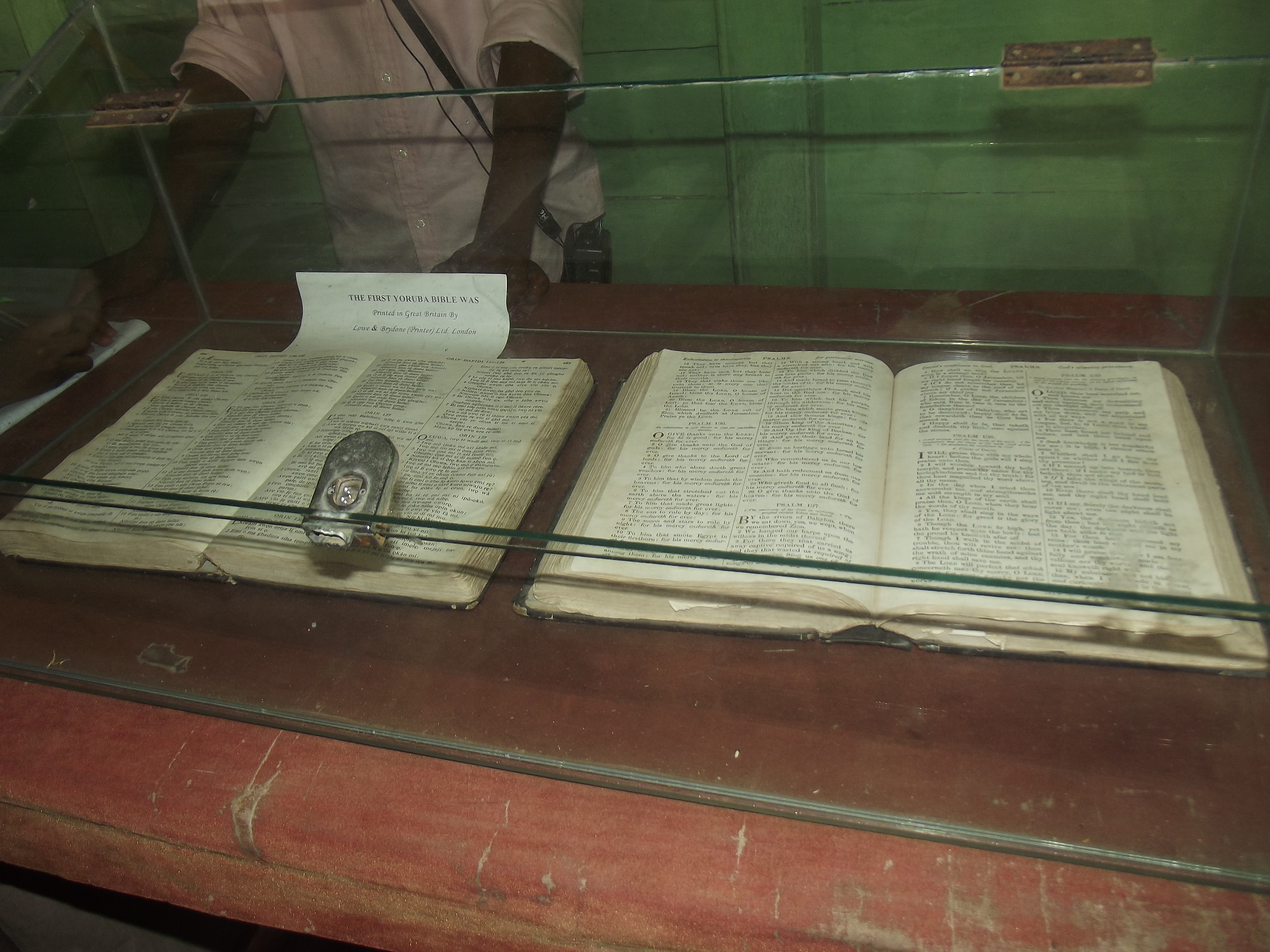
Primeira YORUBA BIBLE-BSAM

A partir da localização dos falantes do iorubá existentes na Nigéria, é natural supor que a língua se originou da população iorubá local. Porém, existem várias versões da origem do iorubá.
Algumas hipóteses antigas já refutadas diziam que essa língua tinha suas raízes em algumas línguas do Oriente Médio. Essa ideia foi criada pelos colonos britânicos para trazer mais consolidação e unidade entre os numerosos grupos étnicos com suas próprias línguas.
Outras hipóteses dizem que há certa influência árabe no desenvolvimento e na lexicologia do iorubá. Isso pode ser embasado pela existência de várias palavras árabes que se parecem com as iorubás e vice-versa. O amplo contato com outras religiões e civilizações, como o islamismo e o cristianismo, teve um impacto tanto na escrita quanto na fala iorubá.
Finalmente, há evidências de que existiu um dialeto antigo chamado canuri, que tem muitas palavras emprestadas do árabe. O canuri mais tarde se transformou em hauçá, e também emprestou uma parte do árabe à língua iorubá. Essas interações entre tais línguas aconteceram pelo século IX.

## Distribuição Geográfica
Apesar de não ser língua oficial de nenhum país, é uma das principais línguas da Nigéria (principalmente em seu sudoeste) e é falada em alguns países da costa da África Ocidental: Benim, Togo e Serra Leoa. Com uma participação de cerca de 21% da população, é bem comum na Nigéria. É estimado que 44,4 milhões de pessoas em todo o mundo falam iorubá como língua materna ou secundária.
Além disso, a língua iorubá se faz presente em comunidades brasileiras, principalmente a partir da sua história com algumas religiões afro-brasileiras, como o Candomblé. Também se deve mencionar que em Cuba há comunidades praticantes da religião Santería — que falam lucumi, uma língua ioruboide que divide muitas similaridades com o iorubá.

## Iorubá literário
O iorubá literário, também conhecido como iorubá padrão, koiné iorubá e iorubá comum, é um membro separado do grupo de dialetos. É a forma escrita da língua, a variedade-padrão aprendida na escola e a falada pelos jornalistas. O iorubá padrão tem sua origem na década de 1850, quando Samuel A. Crowther, o primeiro bispo anglicano africano nativo, publicou uma gramática iorubá e iniciou sua tradução da Bíblia. Embora em grande parte baseado nos dialetos Ọyọ e Ibadan, o iorubá padrão incorpora vários recursos de outros dialetos. Ele também possui algumas características peculiares a si mesmo, por exemplo, o sistema simplificado de harmonia vocálica, bem como estruturas estrangeiras, como calques do inglês que se originaram nas primeiras traduções de obras religiosas.
O iorubá padrão, a variedade aprendida na escola e usada na mídia, tem sido um poderoso fator de consolidação no surgimento de uma identidade iorubá comum.

## Iorubá como segunda língua

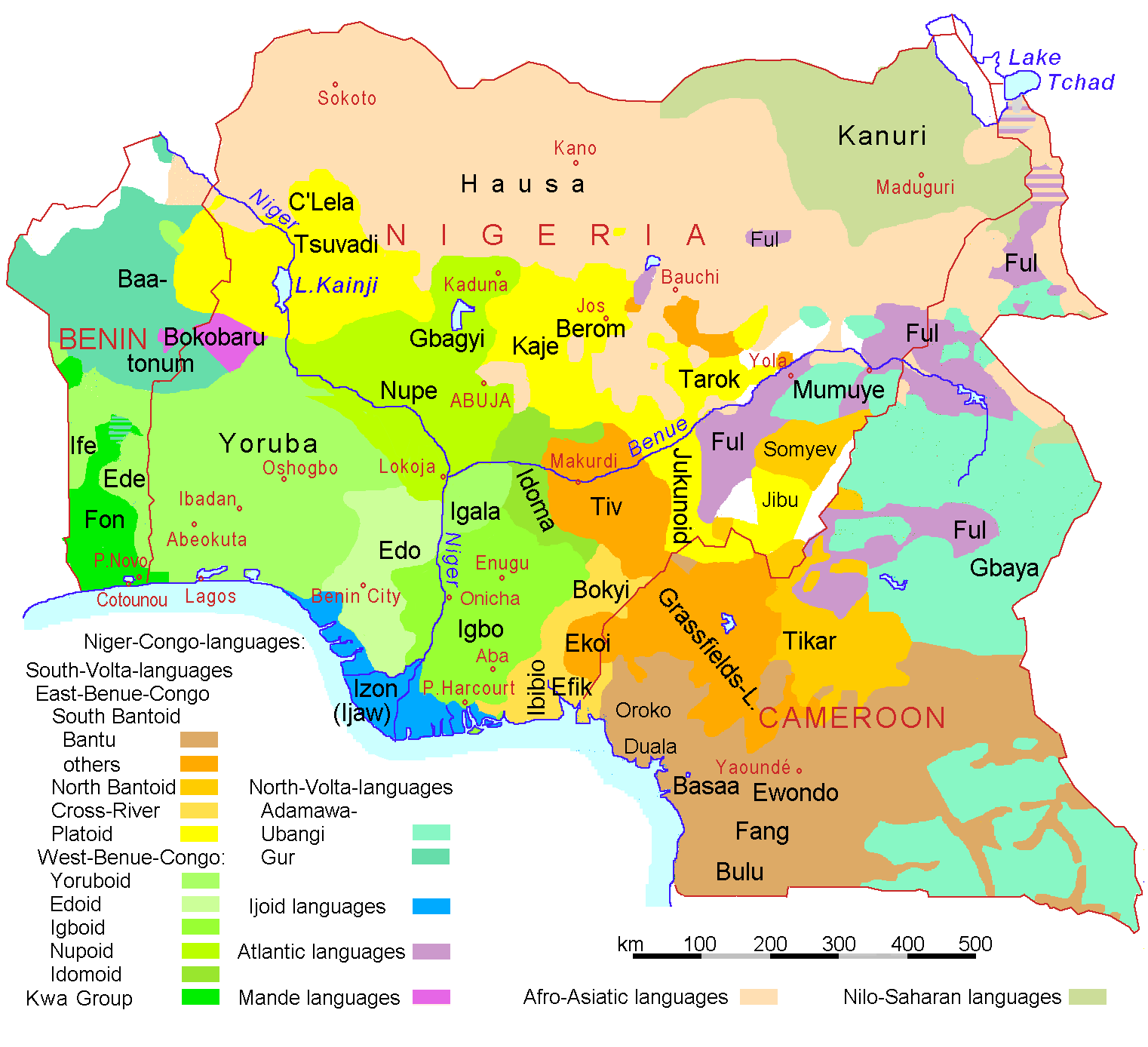
Distribuição geográfica das línguas faladas na Nigéria, Benim e Camarões

O idioma oficial da Nigéria é o inglês. No entanto, muitas pessoas também falam outros idiomas, os principais deles sendo o ibo e o hauçá. O inglês funciona mais como língua franca no país, e possui características próprias bem distintas. Portanto, falantes de iorubá da Nigéria muitas vezes utilizam curtas expressões em inglês, intercaladamente, em suas conversações no idioma materno. Praticantes de Santería frequentemente têm conhecimento do iorubá através da variedade lucumi, com níveis de pureza e fluência diversificados.
A maior parte das publicações e projetos online, como dicionários e gramáticas, visando a auxiliar as pessoas interessadas no aprendizado do idioma iorubá se encontram nas combinações linguísticas iorubá-inglês e iorubá-francês (e vice-versa). No entanto, existem vários projetos similares de português-iorubá, especialmente dicionários, sendo estes reconhecidos por instituições culturais nacionais renomadas, como a Fundação Cultural Palmares. As referidas obras, por serem produzidas no Brasil, geralmente abordam este idioma africano dentro do contexto da experiência cultural-religiosa afro-brasileira.

## Iorubá no Brasil
No século XVI, três grandes grupos foram trazidos para o Brasil: iorubá, culturas africanas islamizadas e tribos Bantu. Com isso, o Brasil recebeu uma gama de novas possibilidades linguísticas, sendo que o iorubá era apenas mais um idioma da família linguística nigero-congolesa. Mas, a língua ganhou destaque no estado baiano por ser a língua adotada pela Nação Queto. A maioria dos negros que chegaram à Bahia vieram da Nação Queto e o iorubá é mais falado nas regiões originárias dessa nação.
A presença da língua no Brasil também vem acompanhada da cultura. Não há nenhum outro grupo étnico africano tão amplamente disperso pelas Américas como os iorubás. Enquanto o povo iorubá da África Ocidental constitui um dos maiores grupos étnicos da África Subsaariana que foram levados à força para o Brasil durante a escravidão, a influência cultural e religiosa dos iorubás no Brasil é incrivelmente extensa. Encontra-se na centralidade dos ritos religiosos iorubás hibridizados no Candomblé e na Umbanda, onde os cantos de louvor litúrgico iorubá (Oriqui) ainda são prestados às divindades; materializados em termos como orixá, ialorixá, babalaô, babalorixá, Olorum; deuses africandos (orixás) como Odudua, Xangô, Oxum, Iemanjá, Iansã, Oxóssi, Nanã, Oxalá, Omolu, Ogum, Oxumarê, Yewá; nas manifestações culturais como nos grupos carnavalescos de origem iorubá como Olodum, Ilê Aiyê, Okambi, Didá; e, também, na culinária brasileira, como em Acarajé (originalmente Akara), Abará (originalmente Moin-Moin), além de angu, xinxim, vatapá, ekuru, acaçá etc. Assim, as evidências quantitativas e qualitativas de que o povo iorubá e sua cultura sobreviveu estão visivelmente no vocabulário do Português do Brasil, na culinária de origem africanas e nos usos litúrgicos do Candomblé.
No Brasil, em 2018, o iorubá foi oficializado como patrimônio imaterial do estado do Rio de Janeiro. Em 11 de setembro de 2019, um projeto de lei do vereador Edvaldo Brito (do PSD) que torna a língua iorubá patrimônio cultural imaterial de Salvador foi aprovado no plenário da Câmara Municipal, após um acordo entre o Legislativo e o Executivo. O prefeito ACM Neto sancionou a lei no dia 29 de novembro. Esses projetos de lei reforçam a importância da preservação da cultura africana como elemento fundamental para a luta contra discriminação racial.

## Fonética e Fonologia

### Vogais e tons
As vogais são sete: A, E, Ẹ, I, O, Ọ e U. Quando seguidas de N, terão som nasal, o que ocorrerá com Ẹ, I, Ọ E U.
|             | Orais       | Orais      | Nasais      | Nasais |
| Anteriores  | Posteriores | Anteriores | Posteriores |        |
| ----------- | ----------- | ---------- | ----------- | ------ |
| Fechada     | i           | u          | ĩ           | ũ      |
| Semifechada | e           | o          |             |        |
| Semiaberta  | ɛ           | ɔ          | ɛ̃           | ɔ̃      |
| Aberta      | a           | a          |             |        |

A acentuação é utilizada da seguinte forma:
o A é pronunciado com som aberto (agudo);
o Ẹ é pronunciado com som aberto (agudo);
o E é pronunciado com som fechado (grave);
o Ọ é pronunciado com som aberto (agudo);
o O é pronunciado com som fechado (grave);
o U é pronunciado com som aberto (agudo);
o acento agudo é pronunciado em tom alto;
o acento grave é pronunciado em tom baixo;
a ausência de acentuação é pronunciada em tom médio (às vezes, um mácron é adicionado);
o til significa a repetição da vogal (ã = aa, õ = oo);
o sublinhado sob uma vogal indica que seu som é aberto;
o sublinhado sob a consoante S indica o som de "ch".
Uma mesma palavra depende do tom para ser distinguida:
- Ọkò = carro, espada
- Ọko = marido
- Ọkó = enxada

### Consoantes
|             | Labial | Alveolar | Pós-alveolar/ Palatal | Velar  | Velar | Glotal |
| simples     | Labial | Alveolar | Pós-alveolar/ Palatal | labial |       | Glotal |
| ----------- | ------ | -------- | --------------------- | ------ | ----- | ------ |
| Nasal       | m      |          |                       | ŋ ~ ŋ̍  |       |        |
| Oclusiva    | b      | t d      | ɟ                     | k ɡ    | k͡p ɡ͡b |        |
| Fricative   | f      | s        | ʃ                     |        |       | h      |
| Aproximante |        | l ~ n    | j                     |        | w     |        |
| Rótica      |        | ɾ        |                       |        |       |        |

As plosivas surdas /t/ e /k/ são um pouco aspiradas. Em algumas variedades, /t/ e /d/ são dentais. A consoante ⟨r⟩ costuma ser pronunciada como /ɾ/, ou, em algumas variedades (como em Lagos), como /ɹ/.

## Ortografia
No século XVII, a língua iorubá era escrita com a escrita ajami, uma forma caligráfica do alfabeto árabe. A ortografia iorubá moderna originou-se no trabalho inicial dos missionários da Sociedade Missionária da Igreja que trabalhavam entre os Acus (iorubás) de Freetown. Um de seus informantes foi Crowther, que mais tarde continuaria a trabalhar em sua própria língua nativa. Nas primeiras cartilhas gramaticais e traduções de partes da Bíblia em inglês, Crowther usava o alfabeto latino em grande parte sem marcações de tom. O único diacrítico usado foi um ponto abaixo de certas vogais para significar suas variantes abertas [ɛ] e [ɔ] - /Ẹ/ e /ọ/. Com o passar dos anos, a ortografia foi revisada para representar os tons da língua. Em 1875, a Church Missionary Society (CMS) organizou uma conferência sobre a ortografia iorubá; o padrão ali planejado foi a base para a ortografia constantemente usada na literatura religiosa e educacional ao longo dos setenta anos seguintes.
O iorubá apresenta dois alfabetos latinos usados para escrever a língua, um da Nigéria e outro de Benin. O alfabeto iorubá nigeriano é composto de 25 letras, sem /c/, /q/, /v/,  /x/, /z/, mas com as adições de /ẹ/, ⟨ọ/, /ṣ/ e /gb/. A letra /p/ geralmente representa o som [k͜p], mas também pode representar [p] em situações restritas como onomatopeias. O alfabeto beninês tem os fones [Ɛ] e [Ɔ], e anteriormente tinha a letra /c/ — em sinalizações mais antigas, /c/ podia ser visto no lugar do sh.
| Letra maiúscula | A | B | D | E | Ẹ | F | G | GB | H | I | J  | K | L | M | N    | O | Ọ | P     | R | S | Ṣ | T | U | W | Y |
| --------------- | - | - | - | - | - | - | - | -- | - | - | -- | - | - | - | ---- | - | - | ----- | - | - | - | - | - | - | - |
| Letra minúscula | a | b | d | e | ẹ | f | g | gb | h | i | j  | k | l | m | n    | o | ọ | p     | r | s | ṣ | t | u | w | y |
| IPA             | a | b | d | e | ɛ | f | g | ɡ͡b | h | i | d͡ʒ | k | l | m | n, ŋ̍ | o | ɔ | k͜p, p | ɾ | s | ʃ | t | u | w | j |

| Letra maiúscula | A | B | D | E | Ɛ | F | G | GB | H | I | J  | K | KP | L | M | N    | O | Ɔ | P | R | S | SH | T | U | W | Y |
| --------------- | - | - | - | - | - | - | - | -- | - | - | -- | - | -- | - | - | ---- | - | - | - | - | - | -- | - | - | - | - |
| Letra minúscula | a | b | d | e | ɛ | f | g | gb | h | i | j  | k | kp | l | m | n    | o | ɔ | p | r | s | sh | t | u | w | y |
| IPA             | a | b | d | e | ɛ | f | g | ɡ͡b | h | i | d͡ʒ | k | k͜p | l | m | n, ŋ̍ | o | ɔ | p | ɾ | s | ʃ  | t | u | w | j |

Como consequência de seu tipo de alfabeto, o braile iorubá também tem as representações de suas letras:
| a  |  | g |  | n |  | u |  |
| -- |  | - |  | - |  | - |  |
| b  |  | h |  | o |  | v |  |
| gb |  | i |  | ọ |  | w |  |
| d  |  | j |  | p |  | y |  |
| e  |  | k |  | r |  |   |  |
| ẹ  |  | l |  | s |  |   |  |
| f  |  | m |  | ṣ |  |   |  |

### Alfabeto Oduduwá
Em 2011, um sacerdote beniense chamado Tolúlàṣẹ Ògúntósìn recebeu uma visão durante o sono de um alfabeto do deus Oduduwa. Este sistema de "alfabeto Oduduwa" recebeu aprovação e apoio de outros chefes proeminentes na região de Yorubaland na Nigéria.

## Morfossintaxe
O iorubá é uma língua isolante. Sua ordem básica é SVO (sujeito-verbo-objeto), como pode ser observado no exemplo: ó nà Adé, 'ele venceu Adé'.
Na língua iorubá, o tempo e o aspecto são marcados por partículas pré-verbais como ń presente contínuo, ti no passado.

### Classificações Verbais
Os verbos iorubás são de três classes - Substantivo, Primitivo e Composto.
1. Verbos Substantivos: A língua iorubá é particularmente bem fornecida com verbos que expressam existência. São dez verbos: mbẹ, wà, yà, jẹ, rí, di, şe, gbé, sé e ni ou li. Cada um dos verbos apresenta um significado próprio. Abaixo seguem três exemplos.
| Verbo | Sentido                                                         | Exemplo                                     |
| Mbę   | Expressa existência com um sentido absoluto                     | Ọlọrun mbẹ "Deus é (existe)"                |
| Di    | Expressa transformação, mudança                                 | on yio di enia rere "Ele será um bom homem" |
| Sí    | Normalmente é usado no negativo, sobre a não existência de algo | owo kò sí "Não há dinheiro"                 |

2. Verbos Primitivos: os verbos primitivos são constituídos de uma sílaba, e podem ser classificados em duas categorias: a primeira classe é constituída por uma consoante e uma vogal (sendo a vogal, em todos os casos, a letra final), como em lọ, "ir"; mu, "beber"; jẹ, "comer"; e a segunda categoria tem a adição de um -n; como em kàn, "tocar"; gbin, "plantar"; rán, "enviar".
3. Verbos Compostos: a formação de verbos compostos podem ocorrer de diversas maneiras: pela adição de um substantivo a um verbo (dabá, 'imaginar'); por essa mesma adição e com um intermédio de uma preposição (dalẹbi, 'condenar'); pela adição de dois verbos com um substantivo no meio (mutiyo, "estar bêbado"), entre algumas outras maneiras.

### Pronomes Pessoais
O iorubá apresenta morfemas livres para os pronomes pessoais, os quais listamos a seguir. Os pronomes, assim como os nomes dessa língua, não apresentam variação quanto ao gênero; em iorubá, as distinções de gênero ocorrem apenas em termos de diferença anatômica de sexo.
|           | Singular | Plural |
| 1ª pessoa | Èmi      | Àwa    |
| 2ª pessoa | Ìwọ      | Ẹyin   |
| 3ª pessoa | Òun      | Àwon   |

### Conjugação Verbal
Há cinco modos verbais no iorubá: nominativo, indicativo, imperativo, subjuntivo, potencial e Infinitivo. Os tempos são divididos em três grupos: presente, passado e futuro. Vale mencionar que não há presença de voz passiva na língua, apenas voz ativa.
São a partir das partículas pré-verbais (ou da ausência delas) que se entende a conjugação do verbo.
Presente/Passado: são formados sem presença de partículas pré-verbais; o tempo é marcado pela presença de advérbios de tempo, ou é inferido pelo contexto.
Èmi bi, "eu pergunto" ou "eu perguntei".
Ìwo bi, 'você pergunta' ou "você perguntou".
Futuro: formado pela inserção da partícula yio antes do verbo.
Èmi yio bi, "eu perguntarei".
Ìwo yio bi, "você perguntará".
Gerúndio: formado pela inserção do prefixo n- ao verbo.
Èmi nbi, "eu estou perguntando".
Ìwo nbi, "você está perguntando".

## Vocabulário

### Números
A língua iorubá difere os números usados na contagem tradicional (menos utilizada) dos que, hoje em dia, são usados mais comumente.
| Números Indo-Arábicos | Tradicional | Cardinais | Ordinais  |
| 1                     | eenί        | ókan      | èkίnnί    |
| 2                     | eéjὶ        | méjὶ      | èkejὶ     |
| 3                     | ẹẹ́ta        | mẹ́ta      | ẹ̀keta     |
| 4                     | ẹẹ́rin       | mẹ́rin     | ẹ̀kerin    |
| 5                     | aárù-ún     | márùn-ún  | ẹ̀karùn-ún |
| 6                     | ẹẹ́fà        | mẹ́fà      | ẹ̀kẹfà     |
| 7                     | eéje        | méje      | èkeje     |
| 8                     | ẹẹ́jọ        | mẹ́jọ      | ẹ̀kẹjọ     |
| 9                     | ẹẹ́sàn-án    | mẹ́sàn-án  | ẹ̀kẹsàn-án |
| 10                    | ẹẹ́wàá       | mẹ́wàá     | ẹ̀kẹwàá    |

### Cores
| Iorubá  | Tradução |
| Dúdú    | Preto    |
| Pupa    | Vermelho |
| Funfun  | Branco   |
| Búlù    | Azul     |
| Yẹlò    | Amarelo  |
| Pínnkì  | Rosa     |
| Awo ewe | Verde    |

Nota: Algumas vezes a palavra “aró” é usada como azul, mas na verdade esta palavra se refere ao pigmento, não à cor em si.

### Saudações
| Iorubá    | Tradução                 |
| Ẹ kú àárọ̀ | Bom dia                  |
| Ẹ kú ọ̀sán | Boa tarde                |
| Ó dà àárọ̀ | Boa noite (até de manhã) |
| Ó dà ọ̀la  | Até amanhã               |
| Ó dà àbọ̀. | Adeus (até de volta)     |

### Expressões Comuns
| Iorubá    | Tradução                 |
| Pẹ̀lẹ́      | Desculpe                 |
| Ẹ kú ọ̀sán | Obrigado                 |
| Ó dà àárọ̀ | Boa noite (até de manhã) |
| Ó dà ọ̀la  | Até amanhã               |

## Sistema de Numeração
Uma das áreas geralmente identificada como seriamente ameaçada no uso do iorubá é o sistema numérico. Hoje em dia, as crianças falantes da língua raramente sabem contar em iorubá. Até mesmo os adultos, misturam o iorubá com inglês quando estão contando.
O sistema numérico na maioria das línguas africanas tem como base cinco, decimal (base dez) ou vigesimal (base vinte). Por exemplo, Nupé e Ebira usam sistema de base cinco, Ibo e Esã adotam um sistema decimal. O iorubá adota base cinco, decimal (base dez) e vigesimal (base vinte) para seus sistemas de contagem. A língua iorubá possui um vigesimal bastante elaborado, que envolve adição, subtração e multiplicação. Isso pode ser explicado pela habitual contagem dos dedos em uma mão (5), nas duas (10) e dos dedos dos pés (20).

## Cultura

### Literatura
A literatura iorubá está presente tanto na forma escrita quanto na falada. A literatura oral de origem iorubá é bastante vasta e abrange diferentes modalidades de textos, desde histórias contadas performaticamente por griôs, para o entretenimento do público de uma aldeia, até as narrativas ligadas aos cultos ancestrais, formando um corpus mitológico de explicações de mundo e histórias exemplares, narrativas nas quais se encontram a cosmogonia, a vida e as aventuras de Orixás e Voduns, divindades originárias, respectivamente, da Nigéria e do antigo Daomé, assim como fontes para interpretações do oráculo de Ifá, divindade ligada ao destino.

### Provérbios
Exemplos de provérbios e suas traduções:
| Provérbio                              | Tradução                                                                                               |
| Ilé olóore kì í jó tán Tìkà kì í jó kù | A casa de uma boa pessoa nunca queima completamente A de uma pessoa perversa nunca queima parcialmente |
| Ẹ̀sọ̣̀ ẹ̀sọ̀ ni ìgbín fi ńgbà gun igi       | Pouco a pouco é a maneira como um caracol sobe numa árvore                                             |
| A kì í nìkan jayé                      | Não se desfruta uma vida sozinho                                                                       |